# Cartilage triradié
Le cartilage triradié (ou cartilage en Y) est le cartilage épiphysaire en forme de « Y » entre l'ilium, l'ischium et le pubis pour former l'acétabulum de l'os coxal.
Chez les enfants, le cartilage triradié disparait approximativement à 12 ans pour les filles et à 14 ans pour les garçons.

## Aspect clinique
En radiologie, la ligne formée par les branches horizontales des cartilages triradiés (la ligne des Y) sert de repère pour tracer l'angle acétabulaire d'Hilgenreiner. Cette évaluation permet de diagnostiquer la luxation congénitale de la hanche.